# Dialecto de Kantō
El dialecto de Kantō (関東弁  Kantō ben) es  Dialecto del japonés hablado en la región Región de Kantō de Japón, éste y el Dialecto de Tokio son las bases del Japonés estándar.Japon[cita requerida] Cabe mencionar que el Japonés hablado en las Islas Izu no están incluidos en este grupo de dialectos.

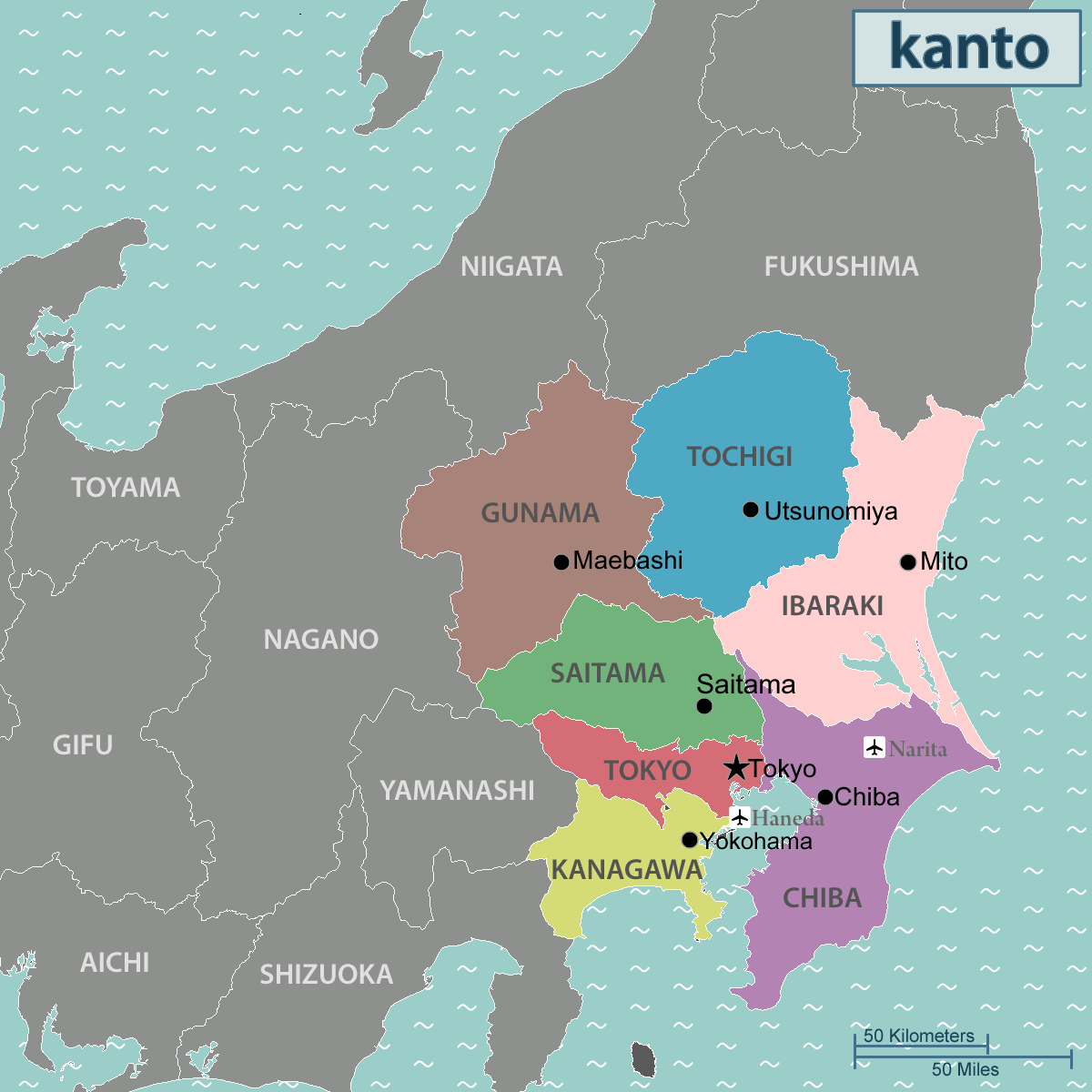
División de la región Kanto

## Sub-dialectos

### Kantō occidental
- Dialecto de Tokio
- Dialecto de Tama
- Dialecto de Saitama
- Dialecto de Gunma
- Dialecto de Kanagawa
- Dialecto de Chiba
- Dialecto de Gun'nai

### Kantō oriental
- Dialecto de Ibaraki
- Dialecto de Tochigi

- Datos: Q6365634
- Multimedia: Kantō dialects / Q6365634